# Ngũ đầu chế

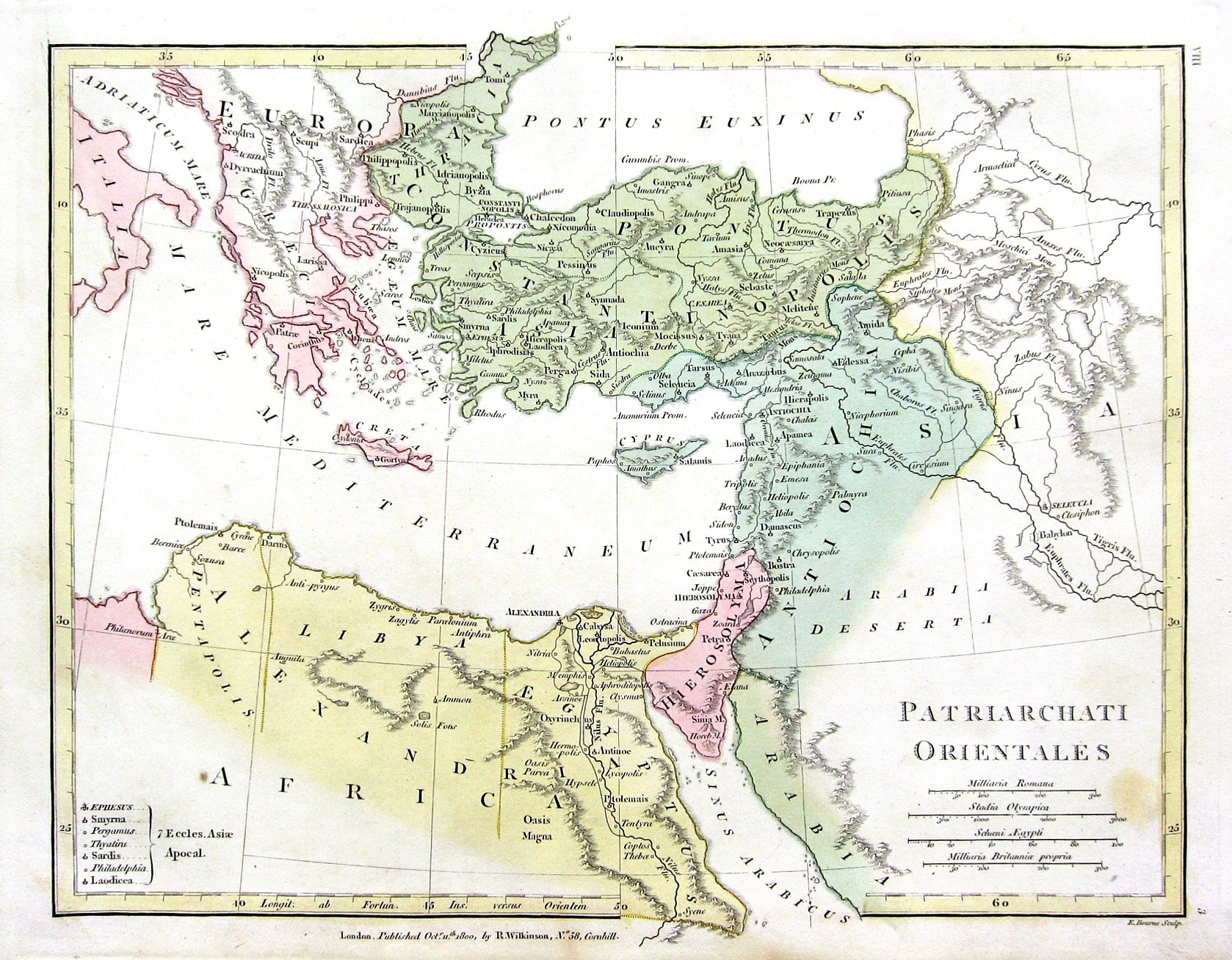
Bản đồ thể hiện 4 Hội thánh Đông phương của Ngũ đầu chế (k. năm 500). Trong cứ bản này, hầu hết nước Hy Lạp hiện đại, bao gồm vùng Balkan và đảo Crete, thuộc thẩm quyền Tòa Thánh tại Roma. Ranh giới của Tòa thượng phụ Constantinopolis được Hoàng đế Leon III nới rộng sang phía tây và phía bắc vào thế kỷ 8.

Ngũ đầu chế (từ tiếng Hy Lạp cổ: Πενταρχία, đã Latinh hoá: Pentarchía) là một mô hình quản trị Hội thánh được thiết lập theo luật pháp của Hoàng đế La Mã Justinianus I (trị 527–565). Theo mô hình này, Hội thánh Kitô giáo được lãnh đạo bởi thượng phụ của 5 tòa giám mục lớn trong Đế quốc La Mã, đó là Roma, Constantinopolis, Alexandria, Antiochia và Jerusalem.
Ý tưởng về mô hình quản trị này xuất phát từ sự nổi trội về mặt chính trị và giáo hội của 5 tòa trên, tuy nhiên khái niệm quyền bính hoàn vũ và đặc hữu của các tòa ấy lại gắn liền với tư tưởng quản trị Kitô giáo Hy Lạp cổ xưa. Mô hình Ngũ đầu chế lần đầu tiên được ghi nhận trong luật pháp dưới thời Hoàng đế Justinianus I, cụ thể là trong Điều 1, Sách 131 của Bộ Novellae Constitutiones. Công đồng chung Quinisext năm 692 đã công nhận và gán thứ tự ưu tiên cho các tòa giám mục thuộc Ngũ đầu chế; tuy nhiên, tổ chức của Ngũ đầu chế vẫn lệ thuộc vào hoàng đế, điển hình là khi Hoàng đế Đông La Mã Leon III điều chỉnh ranh giới giữa tòa thượng phụ Roma và tòa thượng phụ Constantinopolis. Đặc biệt, sau Công đồng chung Quinisext, trong khi các Hội thánh Chính thống giáo Đông phương vẫn chấp nhận mô hình Ngũ đầu chế, ít là về phương diện triết học, thì Hội thánh Kitô giáo Tây phương lại bác bỏ mô hình Ngũ đầu chế do đã bác bỏ Công đồng chung Quinisext từ trước.
Các tòa giám mục thuộc Ngũ đầu chế có được thẩm quyền cao hơn hẳn so với các tòa khác nhờ nắm trong tay địa vị chính trị và giáo hội trổi vượt: cả năm tòa giám mục đều đặt trụ sở tại các thành phố, khu vực trọng yếu của Đế quốc La Mã và đều là các trung tâm tôn giáo quan trọng của Giáo hội Kitô giáo. Các thành Roma, Alexandria cùng Antiochia nổi bật với tư cách tông tòa của mình từ buổi bình minh của Kitô giáo, trong khi đó thành Constantinopolis lại nổi lên sau khi được đặt làm kinh đô mới của Đế quốc La Mã vào thế kỷ 4. Thành Jerusalem được hưởng đặc ân nghi lễ nhờ vị thế quan trọng của mình trong thời kỳ khai đạo Kitô giáo. Hoàng đế Justinianus cùng Công đồng Quinisext đã không tính đến các Hội thánh bên ngoài lãnh thổ Đế quốc khi thiết lập mô hình Ngũ đầu chế, bao gồm Hội thánh Phương Đông ở Đế quốc Sasan (nay là Iran) khi ấy đang rất phồn thịnh nhưng bị Hoàng đế và công đồng coi là lạc giáo. Bên trong Đế quốc, Hoàng đế cùng Công đồng chỉ công nhận những Hội thánh nào chấp nhận các quyết nghị của Công đồng chung Chalcedonia (còn gọi là các Hội thánh Melchite) và coi là bất hợp pháp các Hội thánh không chấp nhận Công đồng chung Chalcedonia nhưng có yêu sách đối với phần dân Chúa tại thành Alexandria và thành Antiochia.
Sự đấu tranh nội bộ giữa các tòa thượng phụ, điển hình là sự ganh đua giữa tòa thượng phụ Roma (vốn quả quyết rằng tòa mình là trổi vượt trên các tòa khác và trên toàn Hội thánh) và tòa thượng phụ Constantinopolis (vốn có sức ảnh hưởng lớn trên các tòa giám mục Đông phương, coi địa vị của mình là ngang bằng với Roma và coi tòa thượng phụ Roma là primus inter pares), đã làm thui chột hiệu lực của Ngũ đầu chế với tư cách là một thực thể hành chính. Sau khi người Islam giáo chiếm cứ các thành Alexandria, Jerusalem và Antiochia vào thế kỷ 7, tòa thượng phụ Constantinopolis trở thành tòa duy nhất còn giữ được thẩm quyền giáo hội ở phương đông và thuật ngữ Ngũ đầu chế chỉ còn mang ý nghĩa biểu tượng.
Căng thẳng tăng cao giữa Hội thánh Tây phương và Hội thánh Đông phương (nguyên nhân xảy ra cuộc ly giáo Đông–Tây) cũng như sự trỗi dậy của các tòa tổng giáo chủ và tòa thượng phụ tự chủ cùng mạnh mẽ bên ngoài lãnh thổ Đế quốc Đông La Mã mà cụ thể là tại Bulgaria và về sau là tại Serbia và Nga, đã làm xói mòn tầm quan trọng của các tòa thượng phụ cổ xưa. Hiện nay, chỉ có các tòa thượng phụ Roma và Constantinopolis còn giữ được thẩm quyền giáo hội đối với phần lớn Giáo hội Kitô giáo; cụ thể, Tòa thượng phụ Roma hay Tòa Thánh là thủ lãnh của Giáo hội Công giáo, còn Tòa thượng phụ Constantinopolis thì nắm quyền chủ tịch cách biểu tượng đối với Hội thánh Chính thống giáo Đông phương.

## Các thượng phụ đương nhiệm của 5 tòa cổ xưa
Sau đây là tên các tổng giám mục đương nhiệm của các tòa thượng phụ cổ xưa cùng với tên Hội thánh công nhận giáo vụ của họ.
| Tòa thượng phụ   | Hội thánh Công giáo | Hội thánh Chính thống giáo Đông phương                                  | Hội thánh Chính thống giáo Cổ Đông phương                                                                            |
| ---------------- | --- | ----------------------------------------------------------------------- | --- |
| Roma             | Giáo tông Leo XIV (Giáo hội Latinh) | Không có                                                                | Không có |
| Constantinopolis | Không có | Thượng phụ Bartholomaios I (Giáo hội Chính thống giáo Constantinopolis) | Thượng phụ Sahak II Mashalian (Giáo hội Tông truyền Armenia)                                                         |
| Alexandria       | Thượng phụ Ibrahim Isaac Sidrak (Giáo hội Công giáo Copt) | Thượng phụ Theodoros II (Giáo hội Chính thống giáo Hy Lạp Alexandria)   | Tawadros II (Giáo hội Chính thống giáo Copt)                                                                         |
| Antiochia        | - Thượng phụ Bechara Boutros al-Rahi (Giáo hội Maronite) - Thượng phụ Ignatius Joseph III Yonan (Giáo hội Công giáo Syria) - Thượng phụ Youssef Absi (Giáo hội Công giáo Hy Lạp Melchite) - Thượng phụ Raphaël Bedros XXI Minassian (Giáo hội Công giáo Armenia) | Thượng phụ Ioannes X (Giáo hội Chính thống giáo Hy Lạp Antiochia)       | - Thượng phụ Ignatius Aphrem II (Giáo hội Chính thống giáo Syria) - Thượng phụ Aram I (Giáo hội Tông truyền Armenia) |
| Jerusalem        | Hồng y Thượng phụ Pierbattista Pizzaballa (Giáo hội Latinh) | Thượng phụ Theophilos III (Giáo hội Chính thống giáo Hy Lạp Jerusalem)  | Thượng phụ Nourhan Manougian (Giáo hội Tông truyền Armenia)                                                          |